# 대한넷볼협회
대한넷볼협회(大韓넷볼協會, Korea Netball Federation, KNF)는 대한민국의 넷볼, 패스트넷 종목 행정을 총괄하는 스포츠 행정 기구이다.

## 같이 보기
- 네트볼

## 외부링크
- 대한넷볼협회 공식 웹사이트
- 대한넷볼협회 페이스북
- 대한넷볼협회 인스타그램
- 대한넷볼협회 유튜브